# Carrefour City
Carrefour City – sieć sklepów typu convenience store, założona w 2009 roku przez Carrefour Group, z oddziałami w czterech krajach: Francji, Belgii, Hiszpanii i Zjednoczonych Emiratach Arabskich.
Sklepy Carrefour City zlokalizowane są w centrach miast, ich metraż wynosi od 100 do 250 m².

## Historia
Pierwsze sklepy w formacie Carrefour City otwarto w styczniu 2009 roku w Paryżu, Nîmes i Awinionie.
Pod koniec 2009 roku grupa Carrefour podjęła decyzję o przekształceniu około 50 sklepów sieci Shopi (również należących do Carrefour) w sklepy Carrefour City, w wyniku czego sieć Shopi została całkowicie zastąpiona.
W grudniu 2010 roku Carrefour ogłosił powstanie sklepu w formacie Carrefour City Café (sklep wraz z kawiarnią).
Carrefour City rozszerzyło swoją działalność również na Hiszpanię i obecnie posiada 11 sklepów w Madrycie.

## Carrefour City Café
Carrefour City Café była miejskim formatem sklepu convenience store, oferującym gorące napoje i jedzenie do spożycia na miejscu lub na wynos (ponad 700 artykułów gastronomicznych takich jak: przekąski, kanapki, zimne napoje, pieczywo i wypieki). Pierwsza kawiarnia Carrefour City została otwarta 16 grudnia 2010 roku w Bordeaux. Po prawie dwóch latach testów rynkowych zrezygnowano z formatu kawiarni.